# Marktstraße 1 (Quedlinburg)

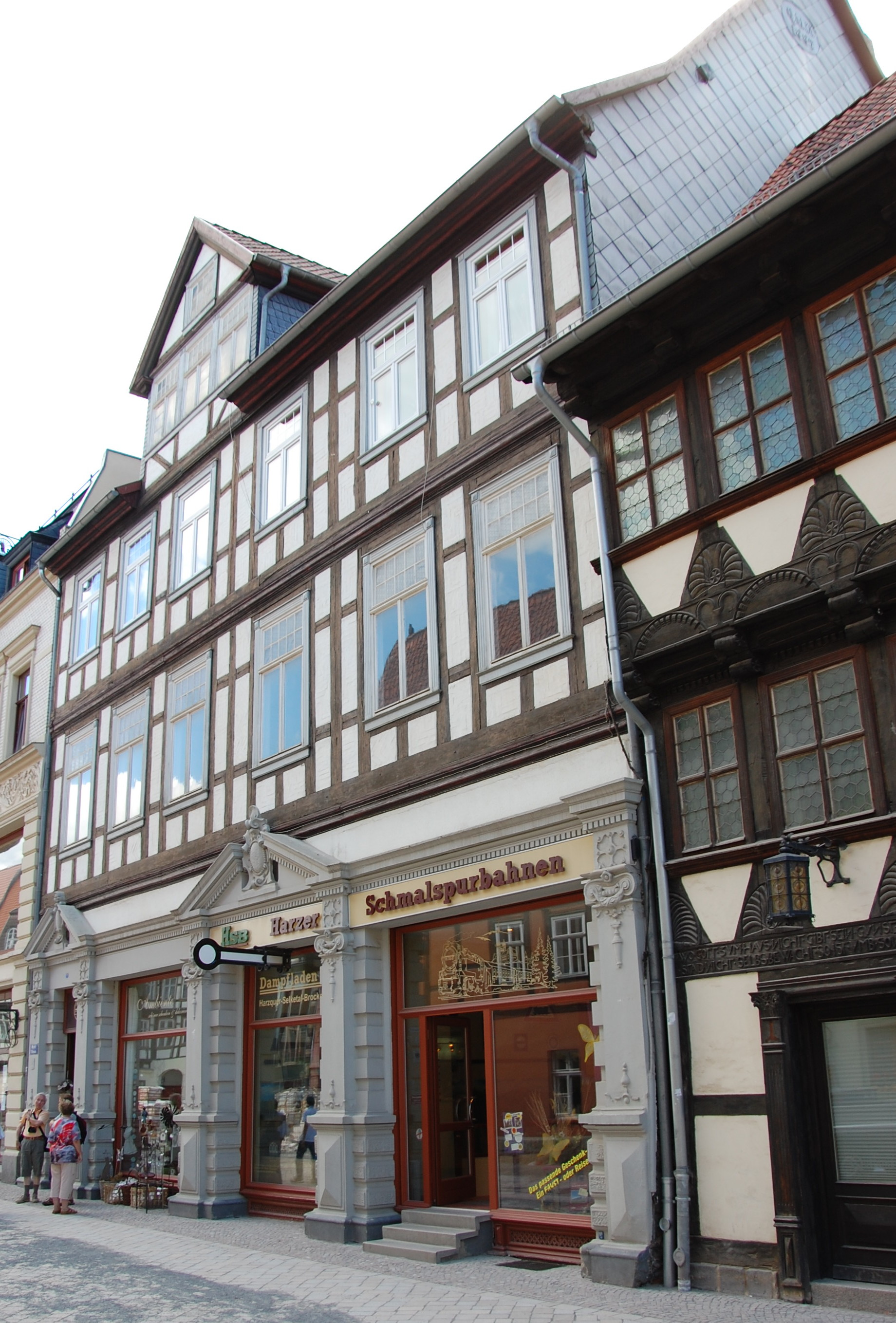
Haus Marktstraße 1

Das Haus Marktstraße 1 ist ein denkmalgeschütztes Gebäude in der Stadt Quedlinburg in Sachsen-Anhalt.

## Lage
Es befindet sich in der historischen Quedlinburger Altstadt nördlich des Marktplatzes der Stadt. Das Haus gehört zum UNESCO-Weltkulturerbe und ist im Quedlinburger Denkmalverzeichnis als Kaufmannshof eingetragen. Nördlich grenzt der gleichfalls denkmalgeschützte Kunsthoken an.

## Architektur und Geschichte
Das dreigeschossige Fachwerkhaus entstand in der Zeit um 1800 im Stil des Frühklassizismus. Im Jahr 1887 wurde im Erdgeschoss ein Ladengeschäft in für die Gründerzeit typischer Gestaltung eingefügt. Am 19. April 1887 gründeten Robert Ihlefeldt und Wilhelm Kramer, die in der Bockstraße 5 und am Markt 3 ein Modehäuser betrieben, hier die Quedlinburger Möbel- und Ausstattungshalle. Im Jahr 1894 wurde das benachbarte Haus Markt 16 hinzu erworben, abgerissen und dann 1895 als neues Geschäftshaus eröffnet. Heute (Stand 2013) ist dort ein Geschäft der Harzer Schmalspurbahn untergebracht. Die Fachwerkfassade der oberen Stockwerke präsentiert sich als streng.
Hofseitig besteht auf drei Seiten eine Bebauung aus Fachwerkgebäuden. Das Älteste stammt aus dem 17. Jahrhundert, verfügt über mit Zierausmauerungen versehene Gefache und ist mit Pyramidenbalkenköpfen verziert.